# Jan Walig
Jan Walig (Krommenie, 7 oktober 1860 – Bloemendaal, 18 oktober 1943) was een Nederlandse burgemeester.
Jan Walig was een zoon van notaris Cornelis Walig en Cornelia Catharina Kuyper. Hij huwde op 9 september 1886 te Krommenie met Maria Schaap.
Walig werd bij koninklijk besluit van 28 december 1894 benoemd tot burgemeester van Krommenie. Wegens zijn aanstelling als
notaris te Zaandijk werd Walig bij koninklijk besluit van 31 maart 1896 eervol ontslagen. Walig overleed op 83-jarige leeftijd in Bloemendaal.